# 玉雲泡疹介
玉雲泡疹介（学名：Phlyctocythere yüyunae）为彎貝介科泡疹介屬下的一个种。